# Dekanat czaśnicki
Dekanat czaśnicki – jeden z dwudziestu jeden dekanatów wchodzących w skład eparchii witebskiej i orszańskiej Egzarchatu Białoruskiego Patriarchatu Moskiewskiego.
Dziekanem jest protojerej Władimir Koleba.

## Parafie w dekanacie[1]
- Parafia Świętych Męczennic Elżbiety i Barbary w Czaśnikach
  - Cerkiew Świętych Męczennic Elżbiety i Barbary w Czaśnikach
- Parafia Przemienienia Pańskiego w Czaśnikach
  - Cerkiew Przemienienia Pańskiego w Czaśnikach
- Parafia Świętych Piotra i Pawła w Gilach
  - Cerkiew Świętych Piotra i Pawła w Gilach

Na terenie dekanatu w filii "szpital czaśnicki" Nowołukomelskiego Centralnego Szpitala Rejonowego działa pokój modlitwy. 